# مدرسة مونتيسوري الحديثة
مدرسة مونتيسوري الحديثة (MMS) هي مدرسة خاصة تقع في عمان، الأردن، أسستها رندا أمين حسن. تستقبل المدرسة الطلاب من سن 3 إلى 18 عامًا، وهي مرتبطة ببرنامج البكالوريا الدولية (IB) ومعتمدة من المركز الدولي لتعليم مونتيسوري (ICME). تأسست المدرسة عام 1985، وتقع على قطعة أرض مساحتها 24,000 م²، مصممة لتلبية المعايير الدولية لمتطلبات المدارس.
تقدم المدرسة برنامج تعليم الطفولة المبكرة بأسلوب مونتيسوري من الروضة 1 إلى KG2، ومنهجًا ثنائي اللغة (الإنجليزية/العربية) للصفوف من 1 إلى 8، ومنهج سنوات الجسر (BYP) المعد خصيصًا للصفين 9 و10. بالإضافة إلى ذلك، توفر المدرسة منهج البكالوريا الدولية للصفين 11 و12. وهي معترف بها من قبل منظمة البكالوريا الدولية كمدرسة IB كاملة، وتعتمد المدرسة نظام PYP للصفوف من 1-5، ونظام MYP للصفوف من 6-10، وأخيرًا برنامج دبلوم البكالوريا الدولية للصفين 11 و12.
يقيم طلابها وإدارتها مؤتمر نموذج جامعة الدول العربية السنوي، فضلاً عن مؤتمرات وفعاليات وندوات سنوية أخرى.

## روابط خارجية
- موقع المدرسة